# Audruicq
Audruicq település Franciaországban, Pas-de-Calais megyében. Lakosainak száma 5349 fő (2022. január 1.). Audruicq Vieille-Église, Nortkerque, Nouvelle-Église, Polincove, Saint-Folquin, Sainte-Marie-Kerque, Saint-Omer-Capelle és Zutkerque községekkel határos.

## Népesség
A település népességének változása:
| Lakosok száma | 5330 | 5380 | 5473 | 5412 | 5442 | 5434 | 5428 | 5388 | 5349 |
|               | 2013 | 2015 | 2016 | 2017 | 2018 | 2019 | 2020 | 2021 | 2022 |